# Béja
Béja (em árabe: باجة) é uma cidade e município do noroeste da Tunísia. É capital da província homónima e abarca duas delegações: Béja Norte e Béja Sul. O município tem 13,05 km² de área e em 2004 tinha 56 677 habitantes (densidade: 4 343,1 hab./km²).
Situa-se numa zona muito fértil, cerca de 120 km a oeste de Tunes e a pouco mais de 70 km a leste da fronteira da Argélia (distâncias por estrada). Foi habitada por fenícios e conquistada por cartagineses e romanos. Estes últimos reconstruíram as fortificações da cidade, das quais restam imponentes vestígios. Mais tarde, Béja foi controlada pelos vândalos e bizantinos, até à conquista árabe no século VII.

## Cidades-irmãs
- Beja, Portugal (1993)